# 린쿠 게이트 타워 빌딩
린쿠 게이트 타워 빌딩(일본어: りんくうゲートタワービル 린쿠 게토 타와 비루[*], 영어: Rinku Gate Tower Building)은 일본 오사카부 이즈미사노시에 있는 마천루이다. 일본에서 세 번째로 높다.

## 같이 보기
- 일본의 마천루 목록
- 오사카부의 마천루 목록